# 명탐정 코난: 수평선상의 음모
《명탐정 코난 수평선상의 음모》(일본어: 名探偵コナン 水平線上の陰謀)는 2005년에 제작된 일본의 애니메이션 영화로 동명 만화를 원작으로 한 TV시리즈 명탐정 코난의 9번째 극장판이다.
2005년 4월 9일에 일본에서 개봉하였으며, 일본 박스오피스 1주 1위를 기록하였다. 최종수익은 약 21억 5000만 엔이며, 전작에 비교하면 이는 제3작 이후로 제일 낮은 기록이다.
대한민국에서는 씨제이이앤엠 주식회사가 작품을 수입하여 2013년 8월 7일에 현지화를 진행한 한국어 더빙으로만 극장 개봉하였다. 당초 8월 8일을 개봉일로 계획하였으나 1일 앞으로 개봉일을 당겨 공개하였으며, 대한민국에서 7번째로 극장 개봉한 작품이다. 더빙 성우진은 TV 시리즈 명탐정 코난의 투니버스 방영판 성우진이 그대로 참여했으며, 전국 316개 극장에서 상영되어 38만 9813명이 관람하였다. 이는 같은 해 1월에 개봉한 제8작과 비교했을 때는 높은 기록이나, 최신작이 개봉하였을 때와 비교하면 다소 낮은 기록이다. 2013년 12월 이후로 수입사 CJ E&M은 자사 케이블 TV 채널인 투니버스를 통해 더빙판을 방영하였다.

## 시놉시스
사건 1 15년 전, 북대서양 해상
항해 중이던 화물선 제1 태양호 거대한 빙산과 충돌 후 침몰. 함장과 한 명의 선원 사망. 
사건 2 보름 전, 인천
대재벌 태양그룹의 계열사 태양조선의 설계사 박기만 운전 중 심장마비로 낭떠러지에서 추락. 자동차는 연소되고, 박기만은 사망. 
사건 3. 4 현재.
코난과 유명한 탐정 일행은 보라의 초대로 초호화 유람선 아프로디테호의 처녀 항해에 함께하게 된다. 그러나 유람선 안에서 보라는 의문의 괴한에게 공격당하고, 이는 또다른 살인 사건으로 이어진다.. 연이은 범인의 음모로 아프로디테호의 승객과 승무원들은 패닉에 빠지고, 미란에게도 최악의 위기가 닥치는데… 
도대체, 범인은 무슨 일을 꾸미고 있는 것인지?
그리고 코난과 유명한 탐정은 범인의 음모를 파헤치고 위험에 빠진 미란을 무사히 구할 수 있을 것인가?!

한국어판 시놉시스

## 줄거리
15년전, 북대서양 해상. 화물선이 빙산에 격돌해 침몰했는데 배에 타고 있던 선장과 3등 항해사가 사망했다. 3개월 전, 어느 조선소에 근무하던 선박 설계사가 자택에서 출발하여 차를 운전하다 언덕 아래로 추락사하는 일이 벌어졌다.
소노코의 초청을 받은 코난, 모리 부녀, 하이바라, 아가사, 소년 탐정단은 초호화 여객선 '아프로디테'호에 승선했다. 승선 이튿날, 란과 소노코는 소년 탐정단과 숨바꼭질을 하기로 한다. 코난은 원래 하기 싫었지만 란의 의심을 피하기 위해 어쩔수 없이 하기로 한다. 이어 제한시간은 30분으로 정하고 소노코와 하이바라가 술래가 되어 시작했는데 배구공을 축구공 삼아 슈팅 연습을 하고있던 코난은 제일 먼저 잡혔고 아유미와 츠부히코, 겐타는 금방 발견됐지만 란만은 용케 잡히지 않았다. 그런데 갑자기 탐정단 뱃지가 울리더니 소노코의 다급한 음성이 흘러나왔다.
차가운 곳에 갇혀있다던 소노코는 크루즈 안 영안실에서 발견됐다. 하지만 납치감금 소동은 시작에 불과했다. 나중에는 야시로 그룹 회장인 야시로 엔타로가 실종됐다 바다 한가운데서 시체로 발견됐고 그의 딸 야시로 타카에 또한 시체로 발견된 것이다. 이런 소란때문에 결국 즐거워야할 환영파티마저도 몇몇 승객이 사건 이야기를 꺼내버리는 바람에 분위기가 어수선하게 변해버린다. 그리고 남몰래 사건을 파헤치고 다니던 코난은 엉뚱한 사람을 지목하는 코고로를 대신해 아가사 박사의 목소리로 진범을 밝혀낸다.
하지만 곧 알 수 없는 찜찜함을 느끼는데....

## 등장인물

### 메인 캐릭터
- 에도가와 코난 (코난)
- 쿠도 신이치 (남도일)
- 모리 란 (유미란)
- 모리 코고로 (유명한)

### 주조연 캐릭터
- 스즈키 소노코 (정보라)
- 코지마 겐타 (고뭉치)
- 츠부라야 미츠히코 (박세모)
- 요시다 아유미 (한아름)
- 하이바라 아이 (홍장미)
- 아가사 박사 (브라운 박사)
- 메구레 쥬죠 (골롬보 반장)
- 시라토리 닌자부로 (백동훈 형사)
- 사토 미와코 (오지인 형사)
- 타카기 와타루 (신형선 형사)
- 치바 형사 (이명수 형사)

## 주제가
〈여름을 기다리는 돛처럼〉 (夏を待つセイル(帆)のように)
- 노래: ZARD, 작사: 사카이 이즈미, 작곡: 오노 아이카, 편곡: 하야마 타케시
- 곡의 가사는 감독등의 지시가 있어서 이 영화에 맞춰서 나왔다. 또, 작품의 팬인 사카이 이즈미는 이 영화의 개봉일에 맞춰서 "코고로씨에게의 메시지"라고 하는 명목으로 비디오에 의한 텔레비전 출연을 실시했다.

## 제작위원회
- 쇼가쿠칸
- 요미우리 TV
- 니혼테레비
- 쇼가쿠칸프로덕션
- 도호주식회사
- 톰스 엔터테인먼트

## 대한민국 개봉

### 크레딧
- 연출 : 김의진
- 기획 : 신동식
- 번역 : 이지영
- 수입 : CJ ENM(CJ E&M 투니버스 명의)
- 배급 : CJ ENM(CJ엔터테인먼트 명의)
- 홍보 : 이노기획
- 온라인 마케팅 : 투래빗

### 목소리 출연
- 김선혜 : 코난 / 작은 도일 역
- 강수진 : 남도일 역
- 이현진 : 유미란 역
- 이용신 : 정보라 역
- 이정구 : 유명한 역
- 황원 : 브라운 박사 역
- 우정신 : 홍장미 / 안시호 역
- 한인숙 : 고뭉치 역
- 정선혜 : 박세모 역
- 여민정 : 한아름 역
- 조동희 : 골롬보 반장 역
- 서윤선 : 백동훈 형사 역
- 김광국 : 신형선 형사 역
- 김영찬 : 이명수 형사 역
- 한채언 : 오지인 형사 역
- 故 오세홍 : 공도하 선장 역
- 유강진 : 현태양 역
- 임윤선 : 현진주 역
- 이소은 : 배수연 역
- 박성태 : 고정민 역
- 최지훈 : 우대건 역
- 구자형 : 오은석 역
- 정미숙 : 인지나 역
- 권성혁 : 신원상 역
- 김채하 : 선상 안내방송 역

## 특징
- 영화에서는 모리 코고로 (유명한)가 처음부터 거의 혼자서 범인을 추적한 작품이다.[2] 실제로 코난은 모리 코고로 (유명한)가 이미 찾아낸 궁극적인 범인과 별개의 폭탄 설치범을 혼동했다.
- 이번 작품은 역대 극장판 중에서 흥행 수입이 가장 저조했다. (일본 기준)
- 소년 탐정단 (어린이 탐정단)이 폭탄 설치범의 수색과 추적에 관여했다. 그래서인지 영화 초반에 등장인물 소개를 하는 장면에서 탐정단은 자신들이 직접 자기소개를 한다.
- 코난 극장판 중에서 최초로 해상을 주 무대로 한 극장판이다.
- 모리 코고로 (유명한)의 유도 실력과 여자에 관한 진지한 모습을 잘 보여준다.[3]
- 쿠도 신이치 (남도일)와 모리 란 (유미란)의 초등학생 시절의 에피소드가 있다.[4]
- 화물선이 빙산에 부딪치면서 침몰하는 장면과 초호화 크루즈인 아프로디테호가 폭발로 침몰하는 장면 등이 여러모로 영화 타이타닉에서 등장하였던 타이타닉호과 비슷한 부분이 있다.
- 이번 작품은 일본 해상보안청 (대한민국 해양경찰청에 해당)과 크루즈 운항 회사의 협력으로 제작되었다.
- 영화 전체의 주제는 "사람을 배려하는 기분"이다.
- 극장판 17기 절해의 탐정을 대신하여 개봉한 극장판이다.[5]
- 오세홍이 처음이자 마지막으로 목소리 출연한 극장판이다.
- 극장판 내의 범인인 아키요시 미나코는 역대 코난 극장판의 범인 중 세번째 여성 범인이다.